# 世界末日 (火炬木小组)
| 题目     | 13 - 世界末日                 |
| 作者     | Chris Chibnall                |
| 导演     | Ashley Way                    |
| 制片     |                               |
| 执行制片 | 拉塞爾·T·戴維斯 Julie Gardner |
| 剧本编辑 |                               |
| 集数     | 第一季 第13集                 |
| 长度     | 50 分钟                       |
| 播出时间 | 2007年1月1日                  |
| 上一集   | "杰克上校"                    |
| 下一集   | "火炬木小组第二季"            |

《世界末日》是英国科幻电视剧《火炬木小组》的第13集，2007年1月1日首播。

## 概要
时间裂缝最终破裂，火炬木小组需要面对强大的敌人……

## 情节

Abaddon在卡迪夫狂暴肆虐。

## 演员
- Captain Jack Harkness — 约翰·巴洛曼
- Gwen Cooper — Eve Myles
- Owen Harper — Burn Gorman
- Toshiko Sato — 森尚子
- Ianto Jones — Gareth David-Lloyd
- Bilis Manger — Murray Melvin
- Rhys Williams — Kai Owen
- Lisa Hallett — Caroline Chikezie
- Diane Holmes — Louise Delamere
- Andy巡察 — Tom Price
- 医生 — Matthew Gravelle
- Toshiko的母亲 — Noriko Aida
- 罗马战士 — Jamie Belton
- 新闻报导员 — Carrie Gracie
- Weevil — Paul Kasey
- 宗教妇女 — Rhian Wyn Jones

## 创作
- 当最初的剧情名单发布时，本集叫做“世界末日”（End of Days）。后来，本集重命名为“启示录”（Apocalypse）。最后，还是改回到最初的“世界末日”。这标题和《神秘博士》新版第二季最后一集《世界末日》（最终审判日，Doomsday）标题相似。

## 上下衔接
- 杰克提到了UNIT（《神秘博士》里的一个军事组织，由联合国管理，全称是：The United Nations Intelligence Taskforce ）。
- 饰演 Andy巡察的Tom Price在“初到之日”后，再次出现。
- Toshiko的幻觉里，她母亲说：“有些东西正从黑暗中来。”这是全集故事中贯穿的主题。
- Bilis Manger首次出现在 “杰克上校”一集中， 本集继续饰演坏人。
- Ianto看到了完全以人类形态出现的Lisa，她最早出现在“女人造人”一集中。本集中她出现来说服Ianto打开裂缝。同时，本集还回放了Ianto紧紧抱住死去的Lisa的情景。
- Owen看到了Diane，她首次出现在“时代错位”一集中。本集中她出现来说服Owen打开裂缝。同时，本集还回放了Diane驾驶飞机的情景。
- Jack谈到了“乡村屠杀”一集中Gwen和Owen的关系；“希腊厚礼”一集中Toshiko与Mary的关系；“特殊决斗”一集中Owen和Weevil的决斗；以及“女人造人”一集中Ianto把Lisa藏在基地的事。
- Gwen谈到了她在第一集“万事皆变”中，加入火炬木的情况以及Jack透露过他不会死的事实。
- 当杰克复活后与Ianto接吻，证实了他们的关系，这在“不死苏茜”一集中也暗示过。
- 泰姬陵上空的UFO和神秘博士“Army of Ghosts”一集中出现的UFO很像。
- “我很抱歉，我很抱歉”是第十任博士的口头禅，本集中多次出现。
- Jack提到“只有那个博士”，暗示了神秘博士，在“万事皆变”一集中，Jack也对Gwen说到几乎同样的话。

## 音乐
- The song Begging You by The Stone Roses features in this episode (heard just before & after Owen sees Diane at the bar).